# Juramento
Juramento este un oraș în Minas Gerais (MG), Brazilia.